# Gymnopholus lichenifer
Gymnopholus lichenifer é uma espécie de escaravelho da família Curculionidae.
É endémica da Papua-Nova Guiné.